# Sfântu Gheorghe (gmina Crevedia Mare)
Sfântu Gheorghe – wieś w Rumunii, w okręgu Giurgiu, w gminie Crevedia Mare. W 2011 roku liczyła 463 mieszkańców.